# ピートのふしぎなガレージ
『三菱自動車 ピートのふしぎなガレージ』（みつびしじどうしゃ ピートのふしぎなガレージ）は、2013年4月から2020年3月まで放送された日本のラジオ番組。TOKYO FMをキーステーションにJFN系列37局で毎週土曜 17:00 - 17:50に放送されていた。全364話。

## 概要
『サタデー・ウェイティング・バー AVANTI』の後継番組。前番組を手がけたスタッフが引き続き関わっており、ラジオドラマとトークを組み合わせた番組形式も引き継がれている（#前番組との意匠の違いも参照）。とある街にある洋館にひょんなことから足を踏み入れた主人公が、そこで出会った住人の宇宙人、エヌ博士に翻弄されながらもいろいろなことを学んでいく。番組は、その回ごとにさまざまな趣味やテーマについて、タイムトラベルをしながらその成り立ち・発展を学ぶドラマパートと、その道に通じたゲストの話を聞きに行くトークパートが交錯しながら進行する。登場人物の名前をはじめ、劇中ではSFに関する小ネタも多い。番組冒頭でガレージから出発する時に毎回流れる曲は、ジョージ・マハリスの「ルート66」である。
日曜日の同時間帯に放送している『あ、安部礼司』と異なり、キャラクターの声優は前番組同様に番組及びTOKYO FMは終了まで非公表を貫いた（『安部礼司』サイドも当初は公表していなかった。）。ただし、外部のインターネットサイト上では出演者が明かされているケースがある。
2020年3月7日放送分にて番組の終了が発表され、同月28日をもって終了（最終回となる364話では、新一の息子と博士の娘、ピート3世がタイムトラベルをしている）。次番組は音楽トーク番組の『Monthly Artist File-THE VOICE-』となったため、『AVANTI』から続いたドラマ形式の番組は一旦幕を下ろしたが、半年後の2020年10月3日より当番組と同じ時間で放送を開始した『SUBARU Wonderful Journey 〜土曜日のエウレカ〜』が、当番組とほぼ同じ形式で放送されている。

### 主要人物（ヤマネコ冒険団）
素子を除けばヤマネコ冒険団のメンバー（このメンバーだけはバージョンチェンジした博士を知っている）で、よくこの顔合わせで旅行や野外活動、パーティーなどを行う（素子も日本を出る以前はこの顔合わせによるイベントに加わっていた）。また、時間旅行中の登場人物に彼らにうり二つの人が登場することもある。博士不在の時に「ガレージバンド」（軽音楽部）を始動させたり（キーボード担当は不在）、（博士復帰以降に）「ヤマネコスケッチ団」(美術部)を発足させるなど、冒険団傘下の部活動がいくつか起動してきた。
創部のきっかけは薫の回想で「（ヤマネコ冒険団を）立ち上げようと思ったのは、素子の提案を元にして好きな作家・宮沢賢治の作品によく登場する山猫をタイトルに冒険（＝アウトドア活動）するサークルを立ち上げた」と言明している。素子の提案とは「猫の目盗賊団」（アニメ化されたとある人気漫画がタイトルの由来らしい）であるが、「鼠小僧」のような活動をしようというものであまりにも奇抜すぎて法律に触れるため、新一たちに却下された。
新一（しんいち）
物語の主人公。トークパートでは聞き手となる。ごく普通の若者であまり活動的な性格ではなく、エヌ博士には毎回振り回されている。
エヌ博士と出会った当初は自動車運転免許を持っていなかったが、2013年秋に免許を取得。2014年春に三菱・アウトランダーPHEVを購入した。番組ジングルや提供クレジットは原則として彼の声で読まれるが、放送回によって新一以外の登場人物が読むこともある。
運転免許を取得、車を購入してからヤマネコ冒険団のドライバー兼移動手段として酷使されるようになった。
タイムトラベル先の時代人物からは「ふぬけ面の男」と見られている。
エヌ博士と親しくなったことから彼を宇宙人であることを忘れる事もあった。役所のことは「役所さん」と呼び、一緒に行動することも多い。
マリアにプロポーズするも、博士たちはリスナー選挙にゆだねることにした。その結果、賛成派の圧勝でマリアは結果を受け入れ、彼と結婚したが、マリアに戸籍が無い事が判明して入籍できなかった。そのため、新居で二人で同棲という形に落ち着くこととなった（事実婚という形をとった）。彼は生身の人類であることから、マリアに比べて容貌など肉体、精神が年齢を普通に重ねることを最近は憂いている。博士によるマリアの「準人間化」が実現して子供も出来るようになり悩みは解決。
ヤマネコ冒険団では5号（彼はこのポジションにたいそう不満らしい）、ガレージバンドではリズムギター担当。
その後、マリアとの間に息子が産まれ、最終回ではその息子が主人公となっている。
エヌ博士（宇宙人）
洋館の主。宇宙人だが見た目には地球人と変わらない容姿（「かみのけ座銀河団の（左下の端っこの方にある） エキエキ・ルパング・プパング・ホキチョー・サンサンサグンバ・マ・エキエキ・ルパング・スパング恒星系」の出身と自己紹介する）。フランクでマイペースな性格。年齢やなぜ地球に来たのかは不明だが（新一と出会う1万年前にやってきたという）、地球の文化や遊びを気に入った様子で、過去のどんな時代、どんな場所へも行くことができる便利カーや、過去のどんな時代、どんな場所に住む人の言葉もわかる都合のいい装置などの不思議なアイテムを使って、新一に地球の色々な物事を教えてくれている。ドラマパートで登場する歴史上の人物やトークパートのゲストはみな彼のことを知っている様子。驚いたり興奮すると頭からトサカが出ていたが、新たな姿になってからは背中から背ビレが出るようになっている。だが今の所団員メンバーの手を借りないと戻せないという欠点もある。
番組当初は特に名前を名乗らず「宇宙人」と呼ばれていたが、第9話（2013年6月1日放送）より自ら「エヌ博士」と名乗る。新一には彼の暴走に呆れられることもあるが、遊び友達として彼を信頼しており、彼がタイムトラベルを利用して銭儲けをたくらむときは本気で憂いてマリアたちとともにそれを阻止した。
新一とマリア（ボッコ）に対しては呼び捨てで呼び、薫や役所は「君」付けで呼ぶ（のちに薫を呼び捨て、薫は彼を「エヌ」と呼ぶことにした）、素子を「モトコちゃん」と呼ぶ）。
2019年3月16日放送分からは「故郷の星での同窓会に出席する」との理由でガレージを留守にしていることになっていたが、翌週の放送で同窓会に行ったというのは嘘で、実際はガレージの地下で繭に包まれて新たな姿に変化している最中で、今までの姿は幼生のようなものだった事が明かされる。その後4月6日の放送で繭から孵り、新たな姿と声がお披露目されたが突然だった事もあり、新たな姿を見た博士の知り合いから誰か分からないと言われてしまう問題も起きているが、「都合のいい超AR装置」なるものを使って以前の姿を投影させることで何とか誤魔化している（詳細は後述）。
モネの睡蓮を真似して自宅内にスイレンの庭を造成、薫の発案で「スケッチ団」を創部した。博士が薫、新一に描写をレクチャーする中、芸達者なマリアが同じく描力が上位にあたる役所とピートを誘い、無断でスイレンのコレクターである松方幸次郎の人生をたどるタイムトラベルをした。それを知った博士は激怒、役所を初めて呼び捨てにした。
彼が根城にしている洋館は、彼の発明（もしくは何らかの能力）で移動が可能、期間限定で鎌倉に引っ越したこともある。
ふ化する前から地球人のかわいい女子に興味があったが、二次状態の現在は橋本環奈のファンになっている。孵化する前の博士はその後、マリア・新一のタイムトラベルで「ヘルメスイソス」と名乗って登場（声の出演はなし）。
彼の父が（マリア、新一夫婦ではない血を分けた）孫の顔を見たいと薫や役所に接触を図るが、マリア・新一の妨害で失敗する。その後、彼（博士）の出したフェロモンで薫たち、周囲の女性に一時的に惚れされる事態が起こり大パニック（マリアはアンドロイドなので影響はない）。マリアの消臭除菌スプレーで一時的に回避されるが、博士一族を取り巻く混乱が続いている（彼自身はモテているのが悪い気はしないのだが、薫・役所の衝突でヤマネコ冒険団が空中分解するのを恐れている）。その後、あみだくじで結婚相手を決めた結果、薫と結婚。娘が産まれ、最終回では新一とマリアの息子とタイムスリップしている。
素子（もとこ）
第8話（2013年5月25日放送）より登場。新一の幼馴染。新一とは対照的に活発な性格で、エヌ博士ともすぐ馴染んでしまう。容姿はエヌ博士いわく「なかなかの美人」だが、新一には「せいぜい並の中」と評される。
回によっては新一の代わりに進行役や聞き手となる場合もあり、その時は番組ジングルや提供クレジットが彼女の声になる。
新一のことを「新ちゃん」と呼び、新一とマリア（当時はボッコ）には「モトコ」と呼ばれる。薫のことはさんづけで呼ぶ。エヌ博士には「モトコちゃん」と呼ばれる。ボッコを「ボッコちゃん」と呼んでいた。
兄の仕事を手伝うため、第129話（2015年9月26日放送）をもってニューヨークに旅立つこととなった。
彼女が抜けた後に結成されたため「ヤマネコ冒険団」の正規メンバーではないが（サークルのルーツは彼女の発案）、元レギュラーということで「主要人物」の項目扱いとした。
ピート
新一の飼い猫で品種はロシアンブルー。以前からエヌ博士の洋館に出入りしており、新一がエヌ博士と出会うきっかけを作る。新一がつけた本来の名前は「菊千代」だったが、いつしかエヌ博士が勝手につけた名前「ピート」で新一も呼ぶようになった。
名の由来はロバート・A・ハインラインのSF小説『夏への扉』に登場する猫であることをエヌ博士が明かしている（第132話・2015年10月17日放送）。
インタビューへ切り替わるときにジングルとして鳴き声や鈴の音が流れる。
後に性別は「オス」であることが判明、タイムトラベル先で雌猫と交流して子供ができたこともある。
犬やハツカネズミなどは好きでは無なく、薫が飼い犬を連れて歩いていた時は嫉妬していたくらいである。新一はピートを最初に見かけたとき、東京・秋葉原で大ファンである前田敦子のサイン会で（猫好きらしい）彼女にプレゼントしようとたくらむが、此の時は逃げられた。その後、別の機会で再会する。
エヌ博士の発明したスーツで人間（ピーター）に変身した事があった。猫の時と同じく、マリアや薫に懐く一方で渡航先の時代人物と同様に新一を「ふぬけ顔の男」と思っているが、新一が寂しそうにピートを探す姿を見かねて博士に頼んで猫に戻してもらっている（人間の時は新一たちを呼び捨てしていた）。その後、しばらく人間に変身する事はないが、博士に発明してもらった通訳マイクをつけて偵察3人組を「人間言葉」で一喝した事があった（のちにメンバー入りした役所との距離は縮まったらしい）。
彼の孫息子にあたる3世は、新一の息子の飼い猫で、博士の娘とタイムトラベルをした。
ヤマネコ冒険団では4号。5号である新一に対して上から目線になることもある。
ボッコ → マリア
第104話（2015年3月28日放送）より登場。エヌ博士の「説明すると長くなるテクノロジー」によって造られた女性型アンドロイドで、本名は「ボッケンバラリバラ・ブルハルパッコ」。初期型の1号は未来の京都で宗国という男性のもとへ嫁ぎ、現在は2号。
スタイル抜群で怪力だが、人工知能はまだまだ改良中とのこと。防衛機能からか好戦的で「肋を折ってあげましょうか」など物騒な言動も多い。
2号はややツンデレで、新一のことが好きであるが、なかなか素直になれない。薫に対しては新一を巡る恋敵とみなし、新一に対して毎度、選択を迫っていたが、薫が手を引いたので新一と交際する事になる。
新一にはツンデレだが、他の人に対してはドSな対応をしている。またタイムトリップ先などで暴走したり裸になったりする事があり、そのたびにエヌ博士や新一に叱られている。基本的に登場人物に対しては呼び捨てである（近所のおばちゃんを除く）。
薫と役所がこっそり「新聞」発行していることを知り、「あの二人だけに任せておけない」と主導権を握り、新一や博士にも指図をする。この新聞は薫が編集長兼漫画担当、役所が論説・動画担当であった。
後にバージョンアップして外見が変わった（役所たちが言うには菜々緒に似ているという）と共に、本人の希望で「マリア」に改名した。元々、オタク男性が好みで新一がそのタイプだったということだが、新一が薫や他の女性と親しくなると嫉妬して、新一に攻撃したり逆に同じオタクタイプの男性と浮気する等といったパフォーマンスをとっている。また、ボッコ時代から新一とデジタルゲームで遊ぶ事が多い。
特技はエヌ博士の便利カーや新一の愛車を運転する事が可能で、ピートの猫語を通訳できる。
新一のプロポーズを聞きつつも、博士の提案するリスナー選挙を受け入れる。結果、二人の結婚に同意する意見が圧勝したため、受け入れて新一と結婚するのだが、アンドロイドゆえに戸籍が無く入籍できなかった。そのため、新居で二人で同棲という形に落ち着くこととなった（事実上の内縁夫婦である）。夫・新一が憂いている人並みの老齢化であるが、マリアは新一が生身の人であることを理解していて、老齢化しても構わないという。新一と彼女の悩みを見通した博士に三日三晩かけて「準人間化」に改造され、経年劣化だけでなくうれし涙を流す。さらに妊娠も可能となった。その結果、息子ができた。
父である博士がふ化の間、彼女が便利カーの運転（遠隔操作含める）や説明、新一に対する指図をするなど、一応博士のパートを埋める役割をする事になった（タイムトラベル先では博士と同様、彼女を知る歴史人物が多い）。
ヤマネコ冒険団では3号、ガレージバンドではドラム担当。
薫（かおる）
第135話（2015年11月7日放送）より登場。古書店「欅（けやき）堂」店主の姪で、欅堂でアルバイトをしている。作家志望で、家は町工場なので機械に強い。隣のスポーツ用品店に勤める修造からSUV車を貸してもらった事がある。
ペットのハツカネズミ「アルジャーノン」にピートがちょっかいをかけた事がきっかけでエヌ博士のガレージに出入りするようになった。ピートを最初は「ちゃん」づけしていたが、ピートがピーターに変身した回からは呼び捨てで呼ぶようになった。
当初エヌ博士からは「メガネちゃん」と呼ばれていた（現在は「薫君」と呼ばれる）。彼の正体を知っているため、当初ボッコは「彼女の記憶を消すべき」と提案したが、エヌ博士とのタイムトラベルを経て、晴れて仲間に迎えられた。薫が便利カーに乗る回では提供クレジット及びジングルは新一ではなく彼女が読んでいる。
新一とはお互いにさんづけで呼ぶ。だが、新一とマリアが交際するようになってから新一に対してぞんないな扱いをするようになった（ヤマネコ冒険団でもピートよりも格下の「5号」にされてしまった）。その後、新一とマリアの恋愛成就を応援する方針に変わった。
いわゆる歴女であり、江戸文化にも詳しい。その為、マリアに指南役として誘われて江戸時代にタイムトリップした事があった。
2017年に入ってからアウトドアに興味があり、ガレージのメンバーでヤマネコ冒険団を結成。リーダーとなる。彼女が描いたシンボルマークでワッペンやメダルなどを作成するが、素子と同じく描力センスが悪く、ヤマネコ冒険団のマークの猫がよく豚などに見られてしまう（博士だけでなく、タイムトリップ先の人物やゲストにセンスの悪さを指摘される）。
役所が自分より年上であることから、（一応メンバーでは先輩ではあるが）役所に対しては「薫ちゃん」と呼ぶように依願した。
マリアが嫉妬するので新一と二人でタイムトラベルすることはほとんどない（役所に対しては新一のことをタイプだと思わないのが分かっているので、安心して同伴を許可している）。
役所と同じく花嫁候補であったが博士があみだくじに任せると彼女に決まった。その娘は頭からとさかが出る。便利カーの運転が可能で、新一の息子やピート3世を連れてタイムトラベルをした。
「ヤマネコ冒険団」リーダーだが、釣りの経験があまりないので新一を「釣り部長」にしている。
ヤマネコ冒険団では隊長兼1号、ガレージバンドではリードギター担当。
役所（やくしょ）
「役所さん」と呼ばれる、ガレージのある自治体（区市町村のいずれなのかは明らかになっていない）の役所に勤務する地方公務員の若い女性（「すぐやる課」所属）。修造、おばちゃんと共に博士を不審がり、一緒に偵察へ出掛ける。
昔やんちゃしていた癖が抜けずに何かの衝動で激高することがあるが、しばらくすると元の落ち着いた性格に戻る。薫に対しては和気あいあいであるが、新一と博士に対しては手厳しい。ピートとは偵察隊メンバー時代はあまり仲良くなかったが、冒険団メンバーに入ると少しずつだが親しくなったらしい。
修造、おばちゃんと共にエヌ博士たちを偵察していたが、博士の提案で三人のうちの一人を仲間（ヤマネコ冒険団）に引き込んで偵察と敵視、監視の回避をしようともくろむ。選挙が行われたところ、おばちゃんと修造を圧倒的に下して彼女が当選して仲間に加わった。そのため、彼女は初めてエヌ博士とマリアの正体を知る事になる。
役所が便利カーに乗る回では彼女が提供クレジット及びジングルを読んでいる。
博士の結婚相手が薫に決まった途端、すねてガレージを出てしまったが、市長選に出馬。結果当選し、2040年の世界では「元ヤン市長」の名で知られるようになったという。
博士のことは「ハカセ」、新一を「新一さん」と呼ぶが、他の女性二人を（自分が後発メンバーである自覚から）先輩として立てているので、マリアに対してはもちろんだが薫のことも「先輩」と呼んでいた（薫がそれは勘弁してほしいというので「薫ちゃん」と呼ぶようになった。なお、素子が卒業してからの登場であるため、素子に出会ったことは一度もないことになっているが、薫やおばちゃんの話で素子のことを知る）。
ガレージバンドではベース担当。

### その他
欅堂店主のように後半一部のみ登場する人や、準レギュラー扱いの人などもいるが彼らが番組クレジットを読み上げる事もある（その場合も、彼らがタイムトラベルするわけではなく、冒険団メンバーが行う事になる）。前述メンバー（素子を除く）とは違い、バージョンチェンジした博士を知らない（ことになっている）。基本的に謎に包まれている博士・マリアの秘密は詳しく知らないことになっていて、それが明るみに出る事は記憶除去マシンなどで回避されている。旧・偵察隊のメンバー（役所含む）は素子が抜けた後の登場であるが、おばちゃんはかなり前からガレージをのぞき見していて、メンバー全員が素子のことを知っている。
欅堂店主
薫の叔父にあたる人で、番組後半でゲストなどとその回に沿ったトークをしている。大概、博士や新一がタイムトラベルから帰る頃に始めるので二人が聞き耳を立てる形で展開されるが、近所のおばちゃんなど他メンバーが聴くこともある。
修造（しゅうぞう）
薫の勤務する「欅（けやき）堂」の近くにあるスポーツ用品店で働いている。
新一と事実婚する前のマリアに気があったらしいが、マリアの父（生みの親）であるエヌ博士の挙動を不審視していたことから、おばちゃん、役所とともに偵察に出かけたことがあった。
新一がマリアと交際している事が嫉妬なのか信じられないのか、「リア充」と反発している。マリアには振られた。
博士の提案で行われた「ヤマネコ冒険団」の総選挙では最下位という惨憺な結果であった。
しばらくはガレージから遠ざかっていたが次第に立ち直り、博士やガレージに対して警戒するより興味をもつ感じに変わった（新一とも距離が縮まっている）。最近は少年野球チームの監督をしているという。
近所のおばちゃん
エヌ博士のガレージ近くに住む主婦。博士のガレージを不審に思い、修造や役所とともにしばしば偵察に出掛ける。
卵サンド嫌いだった新一に食べさせて、克服させた。メンバー全員を呼び捨てしている（最初は彼女のモノローグだけであったが、次第にマリアを含めて面と向かって呼び捨てするようになった）。
博士の提案で行われた「ヤマネコ冒険団」の総選挙では最下位は免れたが、役所に大きく引き離された。だが、その後も何度かガレージに「何らかの名分」で出入りしている。
偵察隊（総選挙後、自然消滅）時代よりも総選挙後のほうが毒を吐く頻度が多くなったらしい。新一や薫、ほかのメンバーに対しても手厳しい事を言う。当選した役所を「裏切り者の役所の人」と非難する。修造と比べてもピートとの溝はなかなか埋まらない（彼女自身、ピートに接近しようという気が起きず、警戒している）。
冒険団以外のメンツではガレージの事情を最も知る人物ということになっているが、マリアの正体など秘密を知って闖入した際には博士・マリアに記憶を消されている（博士主催のパーティー参加を望み、団員でないにもかかわらず闖入するがことごとくマリアによって追い出される）。
近所のおばちゃんの夫
おばちゃんの夫であるが、妻同様名前は明かされていない。2019年6月に登場している。
ガレージの秘密・噂を話す妻に対して真に受けておらず、「虚言癖」だと思われている。
博士の父
エヌ博士の父。彼らの出身する星の宇宙人は様々な擬態に変化できるらしく、カラスの姿で息子（博士）のもとに現れた。
その際、ガレージにいた孫夫婦（マリア、新一）、薫、役所と出会う。
ピートの餌を横取り、行動を出し抜いて孫夫婦とモーターショーへ3人デートに出かけるなどしたため、ピートにとっては天敵であったが、のちにピートと和解する。
予知能力にたけているらしく、息子（博士）は地球人と結婚するのではないかと予言している。
血のつながりがある孫の顔が見たいと、息子と薫をくっつけようと画策するも失敗、ターゲットを役所に変えるもマリアと新一、薫に妨害されてしくじってしまう。だが、博士はフェロモンの流出で彼にいよいよ地球人と結婚する決断を迫られる。
博士と薫が結婚する事になり、安心する。
アルジャーノン
エヌ博士によって飼育され、IQ上昇を施された天才ネズミ。雄。
彼の言葉は、マリアのみ理解できる。
マリアに頼み込んでIQを元に戻してもらい、ガレージの外へ開放された。
別れ際、ガレージの人々にお礼にと花束をプレゼントした。

## 本編終了後のミニ番組
番組本編が一旦締められる17:50頃から続けて放送されていたミニ番組。基本的に本編のキャラクターは新一とピートのみ登場。
- 通常のトークの代わりに、新一と素子がカーラジオから聞くという形式で、番組からのインフォメーションを告知することがある（2014年4月12日、5月10日）。
- 2015年6月をもってシリーズ終了。

### 古書店 欅堂の週末
放送開始 - 9月28日に放送。森林や木製品などの話を聞く内容。TOKYO FMのタイムテーブルでは、住友林業一社提供のミニ番組『古書店 欅堂の週末』という扱い。エヌ博士の洋館と同じ街の一角にある古書店「欅（けやき）堂」にて語られる木に関係した話を、店に立ち寄った新一がモノローグと共に立ち聞きする内容。なお、この番組の時点では薫は登場していない。

### ピートのふしぎな週末
2013年10月5日 - 2014年6月28日に放送。エヌ博士のガレージから帰宅する途中で、好奇心旺盛なピートが寄り道する先で繰り広げられる会話を新一が立ち聞きするという内容。新一の台詞がモノローグであるのは「古書店 欅堂の週末」同様だが、住友林業がスポンサーから外れたため会話内容は木に関することに限らなくなり、立ち寄り先も古書店だけではなくなっている。

### キャット・クレイドル・ショー
2014年7月5日 - 12月27日に放送。猫のピートがDJを務める、全世界の猫だけに聞こえるというラジオ番組「キャット・クレイドル・ショー」という形式で、この番組内のみピートは人語を話す。初回放送では、本編の冒頭で素子が博士のお使いでDJマイクを買い、何に使うのか訝しがっていたが、本編の最後に（リスナーに対して）その目的が明かされ、当番組に引き継がれた。屋根裏でこの放送をしているところが新一にばれそうになったことを理由に2014年末で終了。冒頭で毎回流れる曲は、ジミー・スミスの「The Cat」。TOKYO FMのタイムテーブルでは、「キャット・ショー」と記載されていた。

### One Scene〜ある日の出来事〜
2015年1月3日 - 6月27日に放送。初期には新一がガレージに訪れる前のある日のことをプレイバックする内容を、後に本編のストーリーとは関係ない1話完結のオムニバスドラマとなった。これ以降は当番組とは独立した無関係のミニ番組となり、後番組の「Timeress Music」に引き継がれている。TOKYO FMのタイムテーブルでは「One Scene〜ある日の出来事〜」（アクサダイレクト一社提供のミニ番組扱い）として記載されている。

## 前番組との意匠の違い
毎週、テーマに詳しいゲストの話を聞くという内容は前番組から引き継がれたが、スポンサー、設定の変更に伴うマイナーチェンジが見られる。
- ドラマパートからトークパートに切り替わる時の音が、AVANTIではグラスの中の氷が「カラカラカラ」と鳴る音、当番組はピートの「ニャ〜」という鳴き声と鈴が「チリンチリン」と鳴る音のジングルに変わっている。
- 番組中に挟まる音楽は、AVANTIがボーカルのあるジャズであるのに対し、当番組ではロックンロールとなっている[7]。

## その他
- 2014年4月12日よりポッドキャスト配信を始めた。番組が終了した直後に更新があり、その週のトークから1本と過去のトーク1本がそれぞれ配信される。
  - 2015年度になってからは、ゲストトークとタイムトラベルパートの2本を配信している。
- 2014年5月から、番組スポンサーの三菱自動車の販売店にて対象車種を試乗したリスナーへ番組とコラボしたアウトドアグッズをプレゼントするキャンペーンを行った。
- 2016年4月16日放送分では番組の中でJFNと災害協定を結んでいる日本郵政からその週に発生した熊本地震の被災地にある郵便局の臨時営業・特例の適応に関するお知らせが挿入された。
- 同年4月23日放送分より、冠スポンサーの三菱自動車がその週に発覚した不祥事を受け、当番組の提供およびCMを自粛。自粛に伴い、新一によるCM前のタイトルコール（ジングル）は三菱自動車の冠が外れた「ピートのふしぎなガレージ」となり[8]、CMはACジャパンのものに差し替えられていたが5月21日放送分からはCM無しに。なお、4月23日放送分のOPは便利カー出発のシーンとルート66がカットされ、そのままゲストとのトークへ移った[9]。その後11月5日放送分より提供が再開され、タイトル読みとHP上の番組ロゴに三菱自動車が復活した。
- 2016年12月31日放送で、この番組が開始する前に放送されていた番組『SUNTORY SATURDAY WAITING BAR AVANTI』のキャストである「教授」こと謎の紳士と、AVANTIの元バーテンダーであるスタンが登場した。
- キャストは非公表であるが、エヌ博士役はピエール瀧が演じていた。2019年3月12日に瀧の不祥事を受け、3月9日放送分のradikoタイムフリー聴取が打ち切られ、16日放送分からは「故郷の星での同窓会に出席する為ガレージを留守にしている」→「繭に包まれて新たな姿に変化している最中」という設定とされ、翌月6日の放送で繭から孵り、新たな姿になったと同時に声優も変更された。これに関する番組及びTOKYO FMからの正式な声明は局ホームページや番組のホームページ、Facebook、Twitter等でも一切なされていない[10]。また博士のブログ、Twitterは繭から孵るまでマリアが更新していた。最終回で2040年の世界のキャラクターがタイムスリップした際、瀧が担当していた期間にあたる世界の音声はすべて二代目の声優で録り直された。
- 最終回から一週間後の4月4日には山猫冒険団団員にだけ送られたメールから最終回後を描いたポッドキャストを聞くことができた。

## ネット局
全て毎週土曜の放送。放送時間の早い順から記載。★印は2020年3月現在、「radiko」（プレミアム）で聴取可能な放送局。
ただし唯一、エフエム群馬（FM GUNMA）のみ未ネットだった。
| 放送対象地域   | 放送局名                                     | 放送時間      | 備考   |
| -------------- | -------------------------------------------- | ------------- | ------ |
| 東京都         | エフエム東京（TOKYO FM）★                    | 17:00 - 17:55 | 製作局 |
| 北海道         | エフエム北海道（AIR-G'）★                    | 17:00 - 17:55 |        |
| 岩手県         | エフエム岩手（FM IWATE）★                    | 17:00 - 17:55 |        |
| 宮城県         | エフエム仙台（Date fm）★                     | 17:00 - 17:55 |        |
| 秋田県         | エフエム秋田（AFM）                          | 17:00 - 17:55 |        |
| 山形県         | エフエム山形（Rhythm Station）               | 17:00 - 17:55 |        |
| 福島県         | エフエム福島（ふくしまFM）★                  | 17:00 - 17:55 |        |
| 栃木県         | エフエム栃木（RADIO BERRY）★                 | 17:00 - 17:55 |        |
| 新潟県         | エフエムラジオ新潟（FM-NIIGATA）★            | 17:00 - 17:55 |        |
| 石川県         | エフエム石川（HELLO FIVE）★                  | 17:00 - 17:55 |        |
| 富山県         | 富山エフエム放送（FMとやま）★                | 17:00 - 17:55 |        |
| 福井県         | 福井エフエム放送（FM FUKUI）★                | 17:00 - 17:55 |        |
| 長野県         | 長野エフエム放送（FM長野）★                  | 17:00 - 17:55 |        |
| 静岡県         | 静岡エフエム放送（K-mix）★                   | 17:00 - 17:55 |        |
| 愛知県         | エフエム愛知（FM AICHI）★                    | 17:00 - 17:55 |        |
| 岐阜県         | エフエム岐阜（FM GIFU）★                     | 17:00 - 17:55 |        |
| 三重県         | 三重エフエム放送（レディオキューブ FM三重）★ | 17:00 - 17:55 |        |
| 大阪府         | エフエム大阪（FM OH!）★                      | 17:00 - 17:55 |        |
| 兵庫県         | 兵庫エフエム放送（Kiss FM KOBE）★            | 17:00 - 17:55 |        |
| 滋賀県         | エフエム滋賀（e-radio）★                     | 17:00 - 17:55 |        |
| 広島県         | 広島エフエム放送（HFM）★                     | 17:00 - 17:55 |        |
| 山口県         | エフエム山口（FMY）★                         | 17:00 - 17:55 |        |
| 島根県・鳥取県 | エフエム山陰（V-air）                        | 17:00 - 17:55 |        |
| 岡山県         | 岡山エフエム放送（FM OKAYAMA）               | 17:00 - 17:55 |        |
| 香川県         | エフエム香川（FM香川）★                      | 17:00 - 17:55 |        |
| 高知県         | エフエム高知（Hi-Six）★                      | 17:00 - 17:55 |        |
| 徳島県         | エフエム徳島（FM TOKUSHIMA）                 | 17:00 - 17:55 |        |
| 福岡県         | エフエム福岡（FM FUKUOKA）★                  | 17:00 - 17:55 |        |
| 長崎県         | エフエム長崎（FM Nagasaki）★                 | 17:00 - 17:55 | [ 13 ] |
| 佐賀県         | エフエム佐賀（FMS）                          | 17:00 - 17:55 |        |
| 大分県         | エフエム大分（Air-Radio FM88）★              | 17:00 - 17:55 |        |
| 熊本県         | エフエム熊本（FMK）★                         | 17:00 - 17:55 |        |
| 宮崎県         | エフエム宮崎（JOY FM）                       | 17:00 - 17:55 |        |
| 鹿児島県       | エフエム鹿児島（μFM）★                       | 17:00 - 17:55 |        |
| 沖縄県         | エフエム沖縄（FM沖縄）★                      | 17:00 - 17:55 |        |
| 愛媛県         | エフエム愛媛（JOEU-FM）★                     | 18:00 - 18:55 | [ 14 ] |
| 青森県         | エフエム青森（AFB）★                         | 19:00 - 19:55 | [ 15 ] |